# 't Is genoeg
"'t Is genoeg" ("É suficiente") foi a canção que representou os Países Baixos no Festival Eurovisão da Canção 1967 que teve lugar em Nápoles, em 20 de março desse ano. 
A referida canção foi interpretada em neerlandês por Conny Vandenbos. Foi a primeira canção a ser interpretada na noite do evento,antes da canção britânica "I Belong, interpretada por Kathy Kirby. Terminou a competição em 11.º lugar (entre 18 participantes) e recebeu um total de 5 pontos, atribuídos pelo júri norueguês. No ano seguinte, em 1966, os Países Baixos foram representados com o tema "Fernando en Filippo", interpretado por Milly Scott. 

## Autores
- Letrista: Joke van Soest
- Compositor: Johnny Holshuyzen
- Orquestrador: Dolf van der Linden

## Letra
A canção é cantada na perspetiva de uma mulher cujo amante foi infiel no passado, mas que tem disfarçado a sua infedilidade com demonstrações de amor. A cantora já tem tido quantidades suficientes de falsos jogos amorosos. Pode ser que ele goste dela, mas ela está cansada e basta de falsidades, porque no passado ele fartou-se de mentir. O final do desenlace desta relação não é referido, todavia, depois de tantas mentiras no passado, Vanderboos diz que "E suficiente", ou num português coloquial "Basta!" e parece indiciar que  aquela relação deve  ter os dias contados. 

## Versões
Dois anos depois (1967), Vanderboos gravou uma nova versão desta canção, também em neerlandês.